# Anthelme Trimolet
Anthelme Claude Honoré Trimolet est un peintre français né à Lyon le 18 mai 1798 et mort à Lyon 2e le 17 décembre 1866.
Il est le frère et le maître de l'artiste peintre Marie-Antoinette Petit-Jean (1794-1832) et l'époux d'Edma Trimolet.

## Biographie
Né le 18 mai 1798 et mort le 16 décembre 1866, Anthelme Trimolet est un représentant lyonnais typique de l’historicisme. Frère et maître de l’artiste peintre Marie-Antoinette Petit-Jean. 
En 1808, il est élève à l’école spéciale de dessin de Lyon et commence à étudier la peinture, puis de 1808 à 1813 il étudie à l'École des beaux-arts de Lyon sous Pierre Révoil. Il remporte la médaille d’argent en 1812 en classe de bosse et enfin reçoit le laurier d’or en 1815.
En 1819, il expose L’Intérieur d’un atelier de mécanicien au Salon de Paris. Il enseigne le dessin de 1820 à 1830 au Collège royal de Lyon jusqu’en 1830. Il peint des portraits, des figures, des intérieurs et des scènes militaires qu’il expose à Paris depuis 1819 et à Lyon très épisodiquement depuis 1827. Il pratique aussi l’archéologie. En 1823 à Chambéry, il peint la famille Costa de Beauregard. Trimolet exécute une scène historique : Les Députés du concile de Bâle présentant la tiare à Amédée VIII. Il sculpte également l’ivoire. Les sujets du Moyen Âge dominent son inspiration. La Henriade de Voltaire et la partie de chasse de collé ont confirmé la popularité très grande d’Henri III. Beaucoup d’illustrateurs de Voltaire avaient montré le couple d’Henri et la belle Gabrielle.[pas clair]

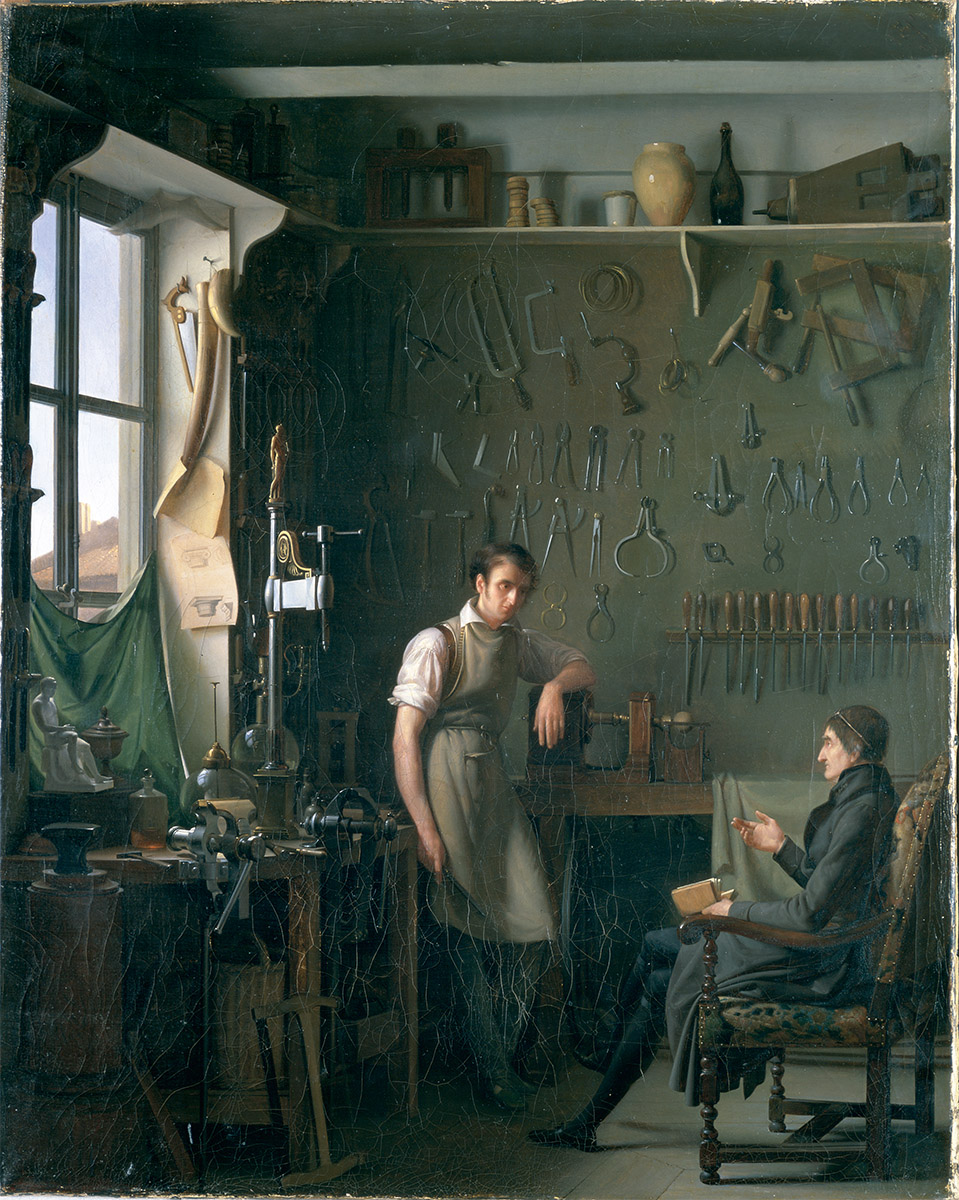
Intérieur d'un atelier de mécanicien (1819), musée des beaux-arts de Lyon.

Selon une pratique courante à l'époque, il commet des restaurations abusives, de peintures hollandaises notamment, et déclare qu'« on ne peut mieux honorer les chefs-d’œuvre du passé qu’en les remettant à neuf »[réf. nécessaire]. Il pratique lui-même la minutie nordique, aussi peut-on apprécier la qualité de la dentelle ornant les manches, ainsi que la moire de soie violette de la mozette épiscopale, lisérée boutonnée de soie cramoisie sur son œuvre Dentelle de 1838. Il cherche à éviter l’écueil d’une trop grande minutie, il recommande à un débutant :
Si tu t’appesantis sur un pauvre détail

Ton œuvre sans génie sentira le travail…

L’énergie du pinceau vaut mieux que le soyeux

Que Adriaen van der Werff a pris pour un faire gracieux.[réf. nécessaire]
Anthelme Trimolet meurt à Lyon, rue Saint Dominique à l'hôtel des princes le 17 décembre 1866. Il est enterré au cimetière de Loyasse. Le peintre et sa famille ont été exhumé le 2 août 2011, la sépulture est restée, seul le nom a changé. Ils reposent désormais dans l'ossuaire du cimetière de Loyasse. Sur son ancienne tombe est ornée d'un sarcophage en marbre blanc décoré de bas-reliefs par Guillaume Bonnet. La grille de clôture consiste en des barreaux à pommes de pin et le plafond est apparent. Au fond, sur un haut soubassement, se trouve un sarcophage monumental à parements de marbre. L’appareil est saillant encadre un panneau en réserve, entablement à triglyphes, corniche denticulée, couvercle plat s’achevant en bourrelets formant des volutes sur les tranches.
S'il est l'auteur de nombreuses oeuvres, il a également été sujet. Ainsi François-Felix Roubaud a fait son portrait en médaillon en plâtre en 1857. Aujourd'hui il est présenté au musée des Beaux-Arts de Lyon. 

### Le collectionneur
Le peintre apparaît hésitant, éternellement insatisfait, manquant d’aptitude à s’affirmer. Son biographe, Aimé Vingtrinier écrit : « Il ne termine une toile que pour en être profondément découragé, que pour cacher son œuvre comme un échec et pour en recommencer une autre avec persistance, ténacité, et la même sombre tristesse. » L’homme est un écorché vif, susceptible à l’extrême, un  misanthrope qui passe son existence dans un cercle très restreint d’amis, à assouvir une passion que beaucoup ont considéré comme maladive et qu’il qualifiait lui–même de monomanie. L’amitié le liant à son ancien professeur à l’École des beaux-arts de Lyon, Pierre Revoil, grand amateur d’objets du Moyen Âge dont la collection, acquise en 1826 par Charles X, forma la base du département des objets d’art du Louvre, n’est sans doute pas étrangère à la vocation de Trimolet, qui commença à peu père à la même époque, à rechercher « les bribes précieuses de ce bon vieux temps que je chéris ». Il faut y ajouter une grande curiosité d’esprit pour la passé, ainsi que le besoin de modèles d’un artiste qui écrit : « Si c’est un sujet historique que vous traitez, il vous faudra faire quelques recherches de costumes, d’ustensiles, d’usages, il vous faudra vous procurer en nature ces choses-là. »
« Archéologue, numismate, collectionneur, toujours à la piste de quelque antiquité, à l’affût devant les boutiques de bric-à-brac, toujours en admiration devant quelque objet curieux, il achète, raccommode, répare, classe, arrange, essuie, et s’énamoure comme un homme de vingt ans. Gravures avant la lettre, épreuves de choix, nielles, émaux, médailles, armes, faïences, orfèvrerie, meubles, ivoires, tout a la puissance de faire battre son cœur. Mais cet amoureux de l’antique et du rare ne l’est pas à la légère. Nul n’a le tact plus fin pour découvrir une supercherie, nul ne désespère plus ni mieux les marchands roués ou de bonne foi en leur prouvant que la pièce est fausse. Ses voyages à travers divers musées de l’Europe l’ont initié aux mystères de la peinture. »
Anthelme Trimolet ne possédait pas les moyens dont pouvaient jouir les grands collectionneurs de la seconde moitié du XIXe siècle comme le préfet Albert Germeau, le prince Pierre Soltykoff ou encore le marchand d’art Samuel Spitzer. À côté de ces riches amasseurs de trésors existaient des collectionneurs plus modestes qui, tout comme Trimolet, ne disposaient pas de moyens financiers importants, mais qui réussirent néanmoins à réunir un certain nombre de pièces. En dépit de son statut de collectionneur modeste, Trimolet réussit à acquérir certaines pièces l’équivalent de retrouve chez les plus grands collectionneurs du XIXe siècle. Tous étaient égaux dans leur amour pour les décors armoriés et émaillés qui leur permettaient de nourrir des rêveries pétries d’idéaux chevaleresques.

## Edma Trimolet, artiste et femme d'un artiste
Le 10 octobre 1878, la Ville de Dijon acceptait officiellement, d'Edma Trimolet, le legs d’une importante collection, qu’elle avait réunie avec son époux Anthelme. Si celui que les amateurs français avaient surnommé Fouilleron, joua indubitablement un rôle important dans sa constitution, il faut rappeler que la fortune de sa femme fut largement mise à contribution, et qu’elle continua, après la mort de son époux, à acheter des meubles, des objets d’art, des céramiques, et tableaux. Il convient encore de souligner à quel point l’environnement était de nature à attiser la passion du couple. C’était en effet, à Lyon, l’époque héroïque des grands collectionneurs, et l’on ne recense pas moins de 16 ventes aux enchères importantes pendant les 40 années au cours desquelles a été constituée la collection.

### Portrait d'Edma Trimolet(1850)
- Si vous ne connaissez pas le sujet, laissez ce bandeau (vous pouvez alors contacter les auteurs).
- Si vous supprimez le contenu mis en cause (vous pouvez préalablement contacter les auteurs),

argumentez précisément cette suppression dans la page de discussion
(un manque de référence n'est pas un argument ; une recherche réelle de référence doit avoir été effectuée, être formellement documentée).

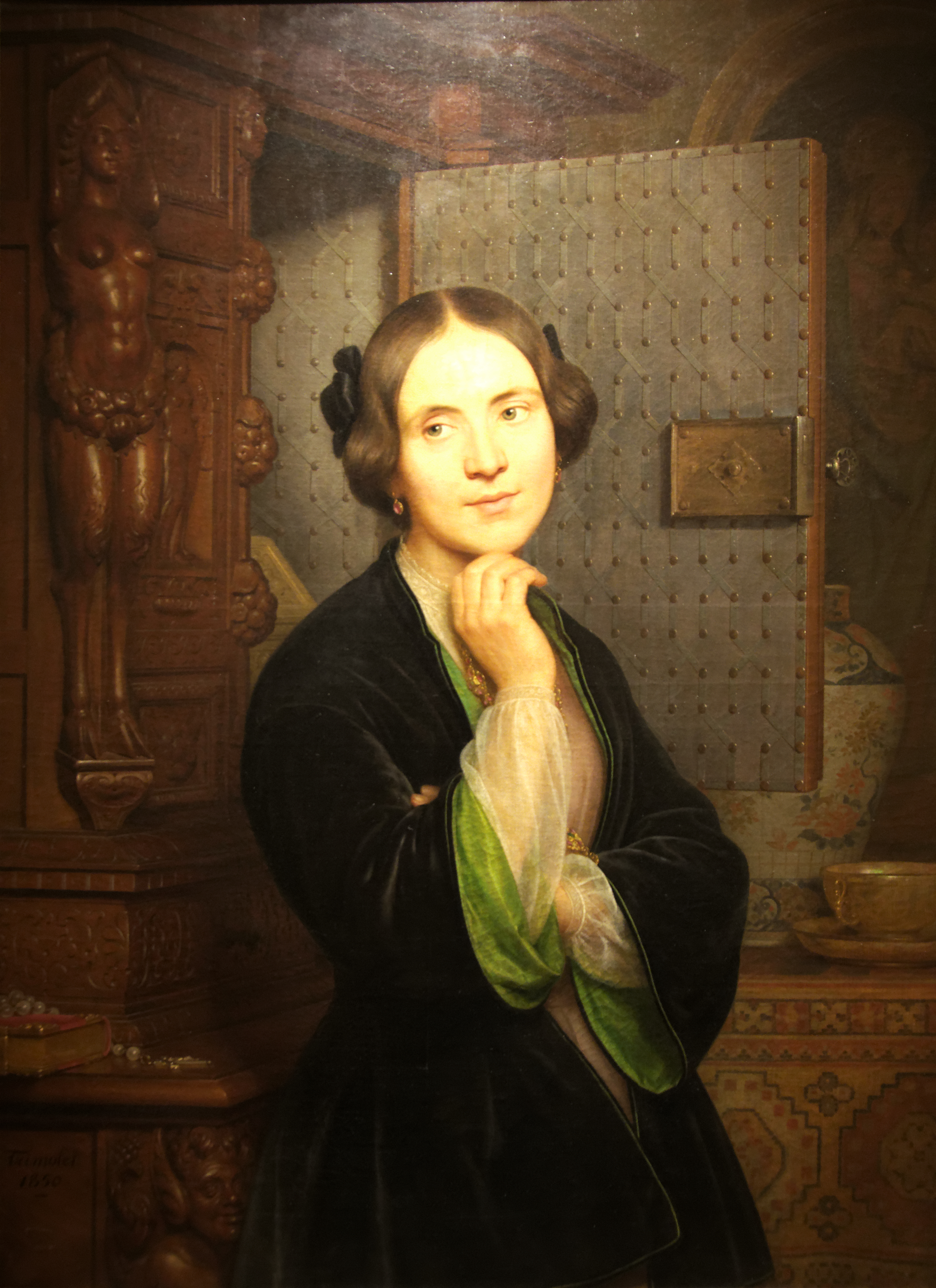
Portrait d'Edma Trimolet (1850), musée des beaux-arts de Dijon. Derrière Edma Trimolet, un dressoir attribué à Hugues Sambin, une tasse en nacre indo-portugaise du XVII et une potiche japonaise à décor Imari du XVII. Ces objets font partie du legs de 1878.

Edma Trimolet est représentée à l'âge de 49 ans et dans l'intimité de l'appartement conjugal. Elle apparaît  également comme l'archétype du modèle romantique : son visage et sa posture ont l’expression du rêve et de la mélancolie. Anthelme représente sa femme en buste, focalisant l'attention sur le visage dont l'ovale gracieux est mis en valeur par la coiffure en bandeaux alors à la mode. 
Sous sa chemise on devine la présence d'une autre chemise de couleur rose pâle. L’élégance exotique recherchée du vêtement est encore renforcée par la préciosité des bijoux : le sautoir autour du cou s'inspire des vitraux du Moyen Âge dont les motifs sont eux-mêmes empruntés aux bijoux et à l'orfèvrerie religieuse de l'époque byzantine. À ces colliers s'ajoutent les boucles d'oreilles en verre ou pierres précieuses.
La présence du mobilier Renaissance rappelle la vocation de collectionneurs des Trimolet. Les jeux de lumière sur les cariatides font écho à la transparence lumineuse des manches du vêtement et aux perles blanches du collier posé sur le buffet. L’œuvre est dominée par des tons bruns chaleureux, ce qui renforce l’idée du sentiment d'intimité familiale et d'affection conjugale liant l’artiste à son modèle.

## Œuvres
- Portrait d’Homme, 1840
- Autoportrait, 1849
- Portrait d’Edma Trimolet, sa femme, 1850
- Portrait du père de l'artiste
- Portrait de Didier Petit, historié. 1832
- Portrait de Mme veuve Petit, née Lemau de la Barre. Vers 1832.
- Portrait de l'abbé Louis Petit, missionnaire, en contemplation devant le crucifix. 1819.
- Henri IV, Sully et Gabrielle d’Estrées, esquisse, huile sur toile, 54 × 41 cm
- Châtelaine et page, 3 études sous un même cadre, crayon sur papier calque
- Charles V et son fils, crayon, plume et louis d’encre brune sur papier, 42 × 31 cm
- La Rêverie
- La Tentation de Saint Antoine, 1833. Cette esquisse montre une représentation poussée de la démone qui cherche à séduire Antoine, réduit pour sa part à une forme sombre. C’est une opulente jeune femme dont le corsage vaporeux met en valeur la gorge laiteuse ; du léger voile de mariée qui dégringole du haut de sa tête s’échappe ses cheveux bruns en deux mèches cornues.

Dans les années 1830, il ne s’adonnera plus désormais qu’au portrait, minutieux mais non miniaturisé :
- Portrait de Balthazar Alexis, graveur lyonnais, 1838
- Portrait de Baron, graveur lyonnais, 1847 ; Jean Balthazar Baron est un fabricant de soieries et aquafortiste (1788-1869)
- Portrait de M. Germain, amateur de curiosités
- Portrait de M. Nicolas Fonville, peintre lyonnais. Nicolas Fonville est un peintre et lithographe (1805-1856)

Lors du Salon de Paris de 1847, la critique déplore l’absence d’artistes de renom comme Ingres ou Paul Delaroche, ce qui empêchait le spectateur de se faire une idée globale de l’art contemporain. Si les scènes de genre ou d’histoire d’Anthelme Trimolet sont régulièrement exposées au Salon, leur auteur ne fait cependant par partie des artistes les plus connus de l’époque. 
- Un prêtre Grec, avant 1849, huile sur toile, 29,6 × 22,4 cm. Villa Vauban, musée d’art de la ville de Luxembourg. Collection Jean Pierre Pescatore. Ce tableau montre un prêtre orthodoxe tenant en main un codex ou une icône. Tandis que le religieux à l’avant-plan est représenté de manière très détaillée, les enfants de chœur à l’arrière-plan et le cadre architectural antiquisant demeurent à l’état d’esquisse.

### Œuvres dans les collections publiques
- Chambéry, musée des beaux-arts : Amédée VIII recevant la tiare, huile sur toile[6].
- Dijon, musée des beaux-arts :
  - Portrait d'homme, huile sur toile[7] ;
  - Portrait d'Edma Trimolet, 1850, huile sur toile.
- Lyon, musée des beaux-arts : Intérieur d'un atelier de mécanicien, huile sur toile[8].
- Nantes, musée des beaux-arts : Portrait d'homme, huile sur toile[9].

### Estampe
- Le comic-almanach pour 1842, Aubert et Cie, Paris, 1842, édition originale d'une plaquette réunissant douze eaux-fortes de l'artiste.